# Tipula bistyligera
Tipula bistyligera är en tvåvingeart som beskrevs av Alexander 1935. Tipula bistyligera ingår i släktet Tipula och familjen storharkrankar. Inga underarter finns listade i Catalogue of Life.